# Sébastien Turgot
Sébastien Turgot (født 11. april 1984) er en fransk tidligere professionel cykelrytter.
Hans største resultater er en tredjeplads i 2008-udgaven af Paris-Tours, samt en andenplads i Paris-Roubaix i 2012. Disse resultater har han opnået grundet hans hårdhed i længere løb samt hans gode sprinter-evner.